# جورج هيرلي (لاعب كرة قدم أمريكية)
جورج هيرلي (بالإنجليزية: George Hurley)‏ هو لاعب كرة قدم أمريكية أمريكي، ولد في 5 يناير 1909 في سان فرانسيسكو في الولايات المتحدة، وتوفي في 9 أبريل 1995.